# Мейвілл (Північна Дакота)
Мейвілл (англ. Mayville) — місто (англ. city) в США, в окрузі Трейлл штату Північна Дакота. Населення — 1854 особи (2020).

## Географія
Мейвілл розташований за координатами 47°29′53″ пн. ш. 97°19′34″ зх. д. / 47.49806° пн. ш. 97.32611° зх. д. (47.498054, -97.326169).  За даними Бюро перепису населення США в 2010 році місто мало площу 4,97 км², уся площа — суходіл.

## Демографія
Згідно з переписом 2010 року, у місті мешкало 1858 осіб у 773 домогосподарствах у складі 384 родин. Густота населення становила 374 особи/км².  Було 872 помешкання (176/км²).
Расовий склад населення:
| - 94,2 % — білих - 1,8 % — чорних або афроамериканців - 0,6 % — корінних американців - 0,2 % — азіатів - 0,1 % — вихідців з тихоокеанських островів |

До двох чи більше рас належало 2,2 %. Частка іспаномовних становила 2,0 % від усіх жителів.
За віковим діапазоном населення розподілялося таким чином: 15,3 % — особи молодші 18 років, 62,3 % — особи у віці 18—64 років, 22,4 % — особи у віці 65 років та старші. Медіана віку мешканця становила 37,9 року. На 100 осіб жіночої статі у місті припадало 95,2 чоловіків;  на 100 жінок у віці від 18 років та старших — 94,3 чоловіків також старших 18 років.
Середній дохід на одне домашнє господарство  становив 58 028 доларів США (медіана — 43 056), а середній дохід на одну сім'ю — 87 907 доларів (медіана — 81 667). Медіана доходів становила 42 500 доларів для чоловіків та 37 981 долар для жінок. За межею бідності перебувало 15,4 % осіб, у тому числі 13,1 % дітей у віці до 18 років та 7,1 % осіб у віці 65 років та старших.
Цивільне працевлаштоване населення становило 851 особа. Основні галузі зайнятості: освіта, охорона здоров'я та соціальна допомога — 41,6 %, роздрібна торгівля — 10,3 %, виробництво — 9,9 %.